# Elizabeth Seymour
Elizabeth Seymour (ca. 1518 - 19 maart 1568) was een zus van de Engelse koningin Jane Seymour, de derde vrouw van Hendrik VIII van Engeland, en ze was onder meer gehuwd met Gregory Cromwell.

## Biografie
Elizabeth Seymour werd geboren als dochter van John Seymour en Margery Wentworth. Omstreeks 1530 huwde Elizabeth Seymour met de Engelse militair sir Anthony Ughtred van wie ze de tweede vrouw werd. In 1533 of 1534 beviel ze van een zoon Henry en na hem volgde nog een dochter (Margery). In 1534 overleed Anthony Ughtred en werd ze weduwe. Op 3 augustus 1537 trouwde ze in Mortlake met Gregory Cromwell, de enige zoon en erfgenaam van Thomas Cromwell. Omdat de pest op dat moment woedde in Londen werd de plechtigheid klein gehouden. Elizabeth was ongeveer twee jaar ouder dan haar nieuwe echtgenoot. Zeven maanden na het huwelijk beviel ze van haar eerste kind uit haar tweede huwelijk: Henry. Uiteindelijk zou ze in totaal vijf kinderen krijgen in haar huwelijk met Cromwell.
Elizabeth Seymour was samen met haar echtgenoot aanwezig bij de begrafenis van haar zus Jane Seymour op 12 november 1537. Tot aan 1539 zou het echtpaar wonen op het terrein van de voormalige Abdij van Lewes. Ze verkregen ook een tweede huis nabij Fletching in East Sussex. Na de val en dood van haar schoonvader Thomas Cromwell schreef Elizabeth Seymour naar koning Hendrik VIII van Engeland en bedankte ze hem voor zijn goedaardige medelijden ten opzichte van haar en haar echtgenoot. In deze brief benadrukte ze tevens dat ze hoopte op zijn genadige goedheid richting haar en haar man omdat ze nooit de koning zouden beledigen. De brief van haar viel in goede aarde bij de koning en bij besluit benoemde hij Gregory Cromwell tot Baron Cromwell.
Hierop vertrok het echtpaar naar de Abdij van Launde in Leicestershire en hier overleed Gregory in 1551 aan de zweetziekte. Na zijn dood trouwde ze voor een derde maal, ditmaal met John Paulet. Ze zou haar kinderen uit haar eerste huwelijk met Anthony Ughtred laten uithuwelijken aan de kinderen van Paulet uit diens eerste huwelijk. Ook haar zoon Henry Cromwell huwde met een dochter van Paulet. In 1568 overleed Elizabeth Seymour en ze werd begraven in de familietombe van de familie Paulet in Old Basing.